# Flex (Club)

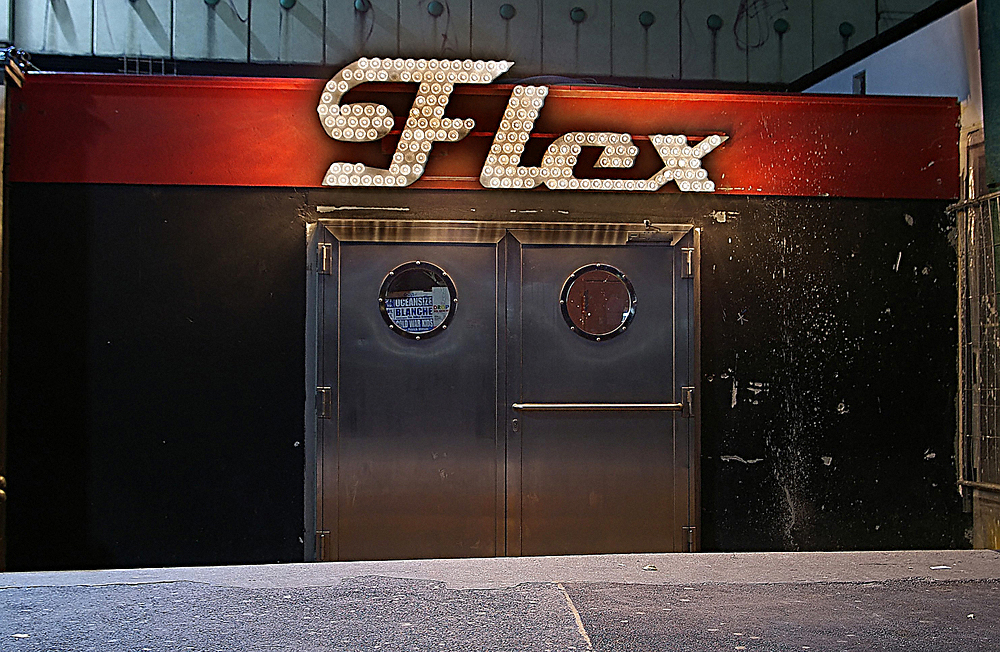
Eingang des Flex

Das Flex in Wien ist ein im 1. Bezirk  zwischen der U-Bahn-Station Schottenring und der Augartenbrücke gelegener Musikclub und in dieser Funktion Schauplatz von Auftritten lokaler und internationaler Musikgruppen und DJs.

## Geschichte

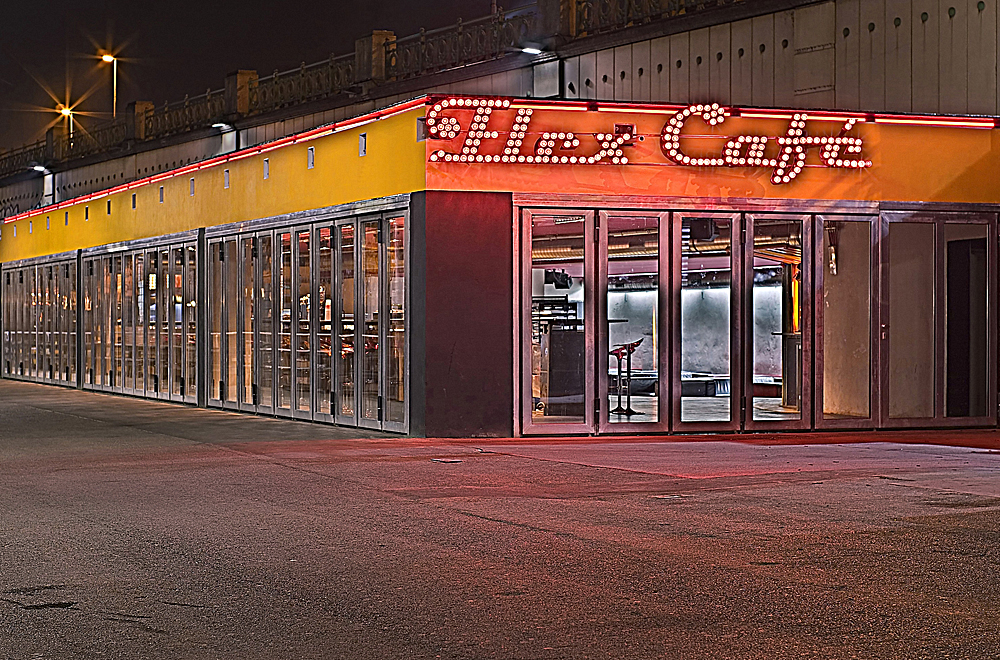
Das Ende 2007 fertiggestellte Flex-Cafe

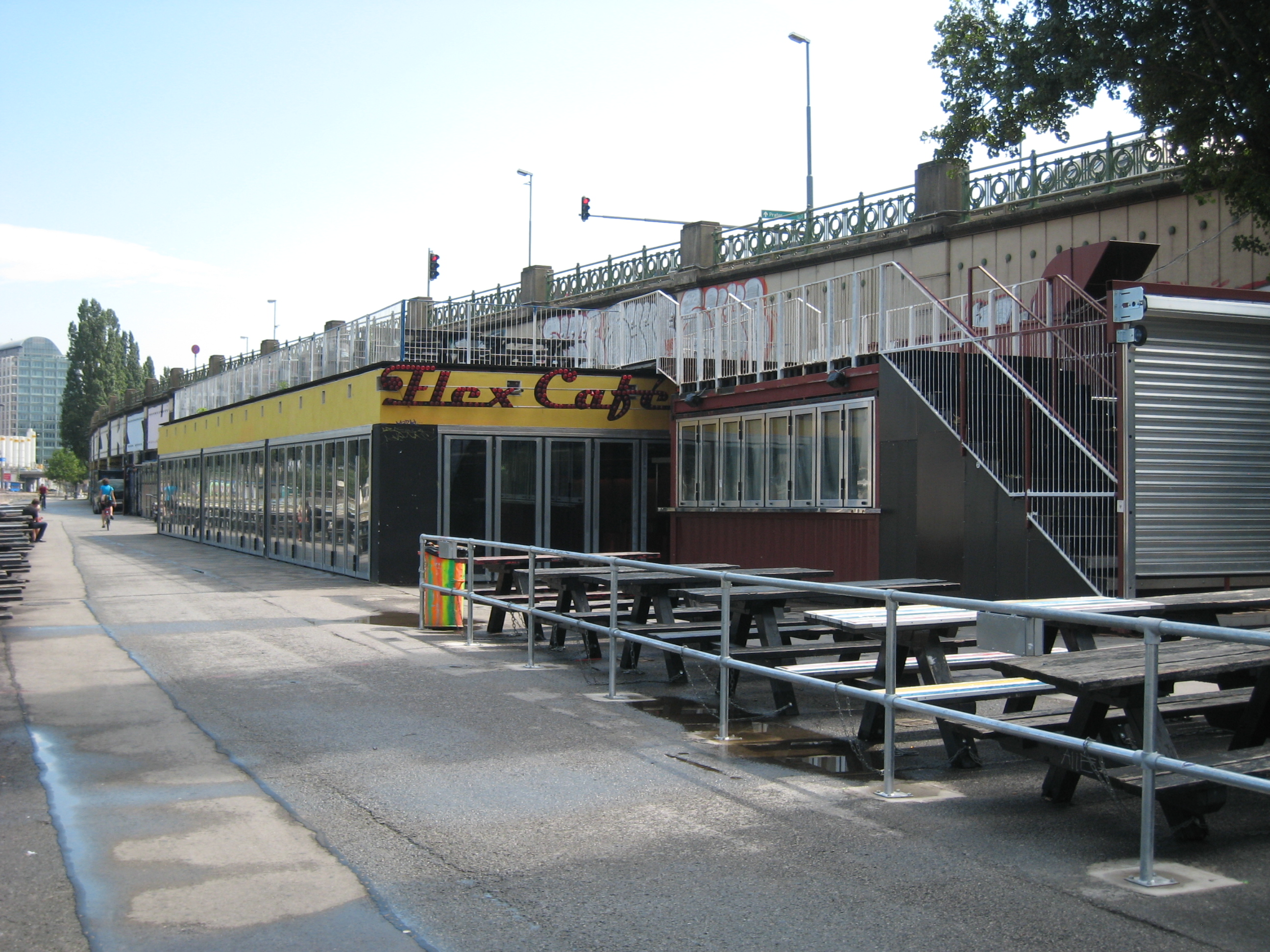
Das Flex bei Tag

Zu Silvester 1989/90 wurde das Flex, betrieben von einer Gruppe von Leuten aus der Szene rund um das besetzte Haus in der Aegidigasse, in der Arndtstraße im 12. Wiener Gemeindebezirk eröffnet. Zunächst als ein Mix aus Undergroundclub, Punktreff und Kulturzentrum, mit einem Schwerpunkt auf Konzerten von Hardcorepunkbands. Später übersiedelte der Club innerhalb von eineinhalb Jahren in einen stillgelegten U-Bahn-Tunnelabschnitt der Linie U4 am Donaukanal. Die Errichtung des neuen Clubs kostete rund 11 Mio. Schilling (rund 800.000 Euro), wovon die Stadt Wien eine einmalige Startsubvention von 3 Mio. Schilling (rund 220.000 Euro) beisteuerte. Das neue Lokal wurde am 1. Oktober 1995 eröffnet. Zusätzlich verfügt das „Flex“ seit 2007 über einen Vorbau neben dem Clubeingang („Flex Café“). Jährlich zählt der Club um die 100.000 Besucher.

## Programm

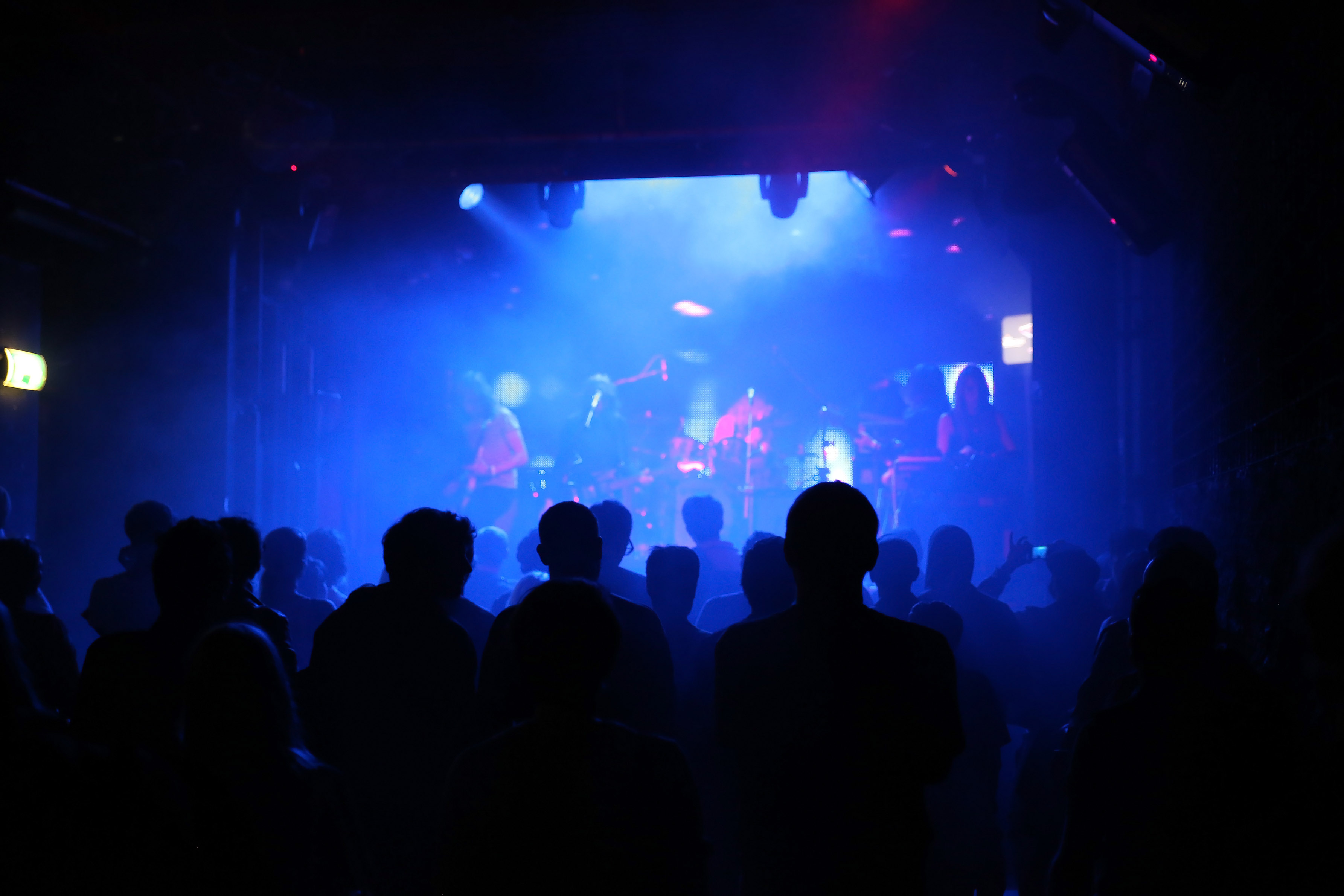
Die Londoner Band Toy im Flex (Waves Vienna 2012)

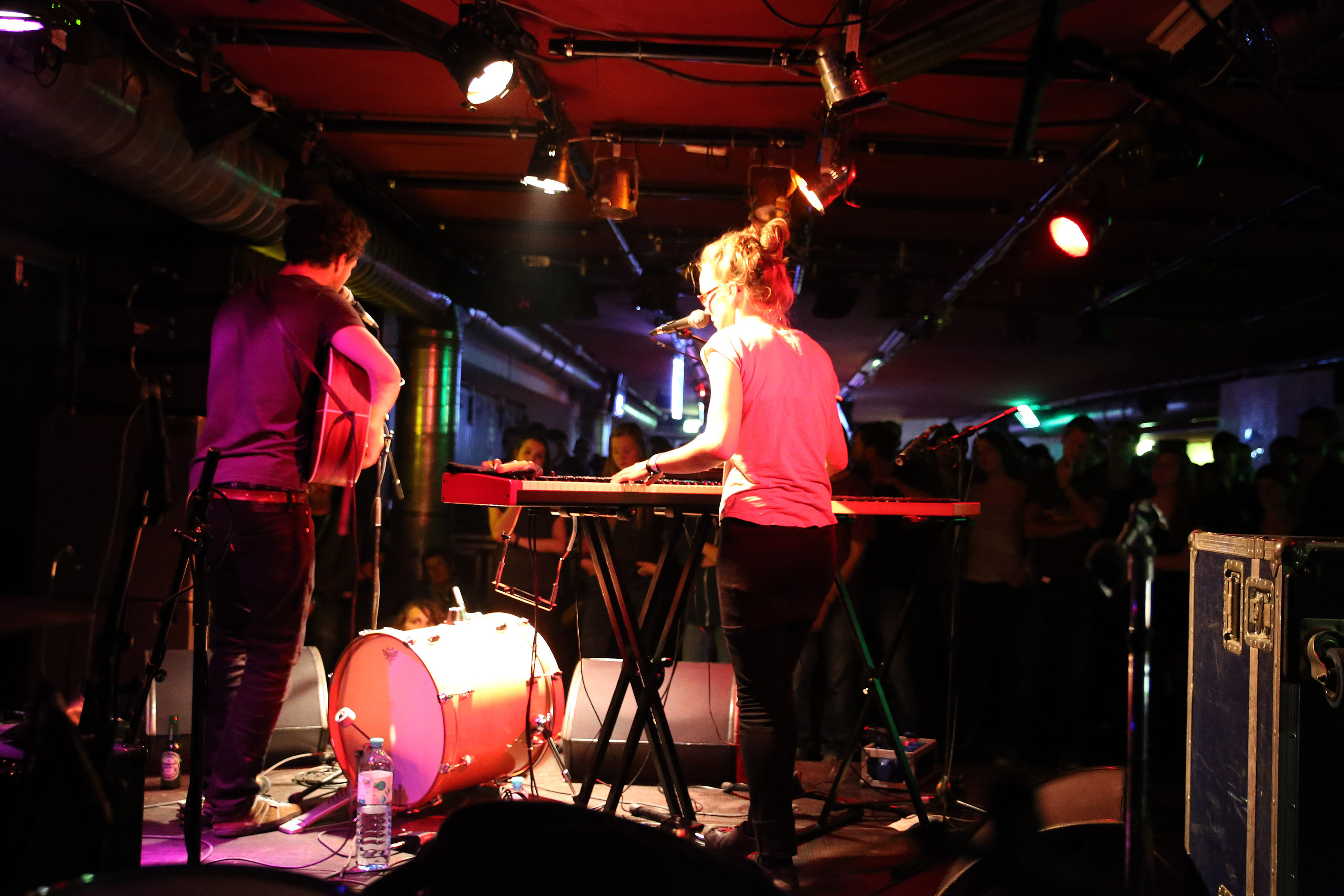
Talking to Turtles im Flex Café (Waves Vienna 2012)

Neben den verschiedenen fixen Programmschienen finden an den restlichen Tagen meist Konzerte der verschiedensten Musikrichtungen statt. Neben lokalen Bands und Newcomern treten regelmäßig international bekannte, aktuelle Bands wie Stereo MCs, Juliette and the Licks, Funeral for a Friend, Pete Doherty oder Arcade Fire, österreichische Künstler wie Attwenger oder Louie Austen und DJs wie Jeff Mills, Ellen Allien, Sven Väth oder DJ DSL auf. Seit 2011 ist das Flex einer der Clubs, in denen Konzerte des Festivals Waves Vienna stattfinden.
Dub Club
Seit der Neueröffnung 1995 gibt es hier jeden Montag Dub- und Jungle-Musik. Im Oktober 2007 wurde der Dub Club vom neuen „Drop Shop“ abgelöst. Hier wird ein besonderes Augenmerk auf Electro, Nu-Skool Breaks und Dubstep gelegt.
Crazy
Jeden Dienstag liefert diese Electronic Tuesday genannte Programmschiene vorwiegend Minimal Techno. DJs sind u. a. Electric Indigo.
London Calling
Jeden Freitag steht Indie auf dem Programm. Resident DJs sind DJ Likely Lady, Nils & Erv und Manshee.
Beat It
Ein Drum-and-Bass-Abend jeden Donnerstag. Die Veranstalter sind D.Kay und Raw.Full (a.k.a. Ill.Skillz)
Wicked
meist jeden 4.Samstag. Ein monatlicher ragga-jungle-tek-Abend mit abwechselnd Raggajungle und Raggatek. Veranstalter sind Wickedsquad (Spaceant & Mariposa).
The Hive
jeden 2ten Samstag im Monat, wo das Augenmerk auf Neurofunk liegt

## Kontroverse
Im Laufe der Jahre kam der Club immer wieder in die Schlagzeilen, oft wird er dabei als der Drogentreffpunkt schlechthin dargestellt. Auch rassistische Türpolitik wurde dem Flex bereits vorgeworfen. Außerdem wurde dem Club bis Juli 2011 die Verschiebung der Sperrstunde von 4 auf 6 Uhr verweigert. Als Grund dafür wurde seitens der Polizei die Kriminalitätsproblematik, besonders im Zusammenhang mit Drogen, rund um das Flex angeführt. Im Juli 2011 jedoch wurde die Sperrstunde – nach jahrelanger Diskussion – schlussendlich auf 6 Uhr verlängert, wie in den meisten anderen Clubs Wiens. Für Aufregung sorgte 2005 die Entscheidung, die Mitnahme von Getränken vor das Flex durch Wachmänner zu unterbinden, da zu diesem Zeitpunkt der Weg entlang des Donaukanals hinter dem Flex aufgrund von U-Bahn-Bauarbeiten gesperrt war. Auch die Einverleibung öffentlichen Grundes an der von Fußgängern und Fahrradfahrern stark frequentierten Donaukanal-Promenade, die durch die Errichtung eines 3 m hohen Zaunes auf 4 m Breite eingeengt wurde, sorgt für Kontroversen.